# Erika Holst
Ylva Erika Holst (* 8. April 1979 in Varberg) ist eine ehemalige schwedische Eishockeynationalspielerin. Im Laufe ihrer Karriere war sie unter anderem für den Segeltorps IF und Mälarhöjden/Bredäng Hockey in der höchsten schwedischen Spielklasse, der Riksserien, aktiv. Mit der schwedischen Frauen-Nationalmannschaft nahm sie an vier olympischen Eishockeyturnieren, elf Weltmeisterschaften und zwei Europameisterschaften teil und gewann dabei insgesamt sechs Medaillen.

## Leben
Bei den Olympischen Winterspielen 2002 in Salt Lake City gewann sie mit der schwedischen Frauen-Nationalmannschaft die Bronzemedaille im olympischen Eishockeyturnier und vier Jahre später bei den Olympischen Winterspielen in Turin die Silbermedaille. Zudem nahm Holst auch an den Olympischen Winterspielen 1998 und 2010 teil.
Im Jahr 2006 gab sie bekannt, mit ihrer Nationalmannschaftskollegin Ylva Lindberg liiert zu sein.
Im April 2011 absolvierte sie ihr 300. Länderspiel und ist damit die erste Frau weltweit, die diese Marke übersprungen hat. Insgesamt erzielte sie bis zu ihrem Karriereende 105 Tore in 327 Länderspielen. Im März 2015 wurde sie als erste Frau in die Schwedische Eishockey-Ruhmeshalle aufgenommen.

## Erfolge und Auszeichnungen

### Schweden
| - 1999 Schwedischer Meister mit Mälarhöjden/Bredäng Hockey - 2005 Schwedischer Meister mit Mälarhöjden/Bredäng Hockey - 2006 Schwedischer Meister mit Mälarhöjden/Bredäng Hockey - 2006 Årets hockeytjej | - 2008 Schwedischer Meister mit Segeltorps IF - 2010 Schwedischer Meister mit Segeltorps IF - 2011 Schwedischer Meister mit Segeltorps IF - 2015 Aufnahme in die Schwedische Eishockey-Ruhmeshalle |

### NCAA
- 2001 NCAA-Champion mit der University of Minnesota Duluth[5]
- 2002 NCAA Champion mit der University of Minnesota Duluth
- 2003 NCAA Champion mit der University of Minnesota Duluth

### International
| - 1995 Silbermedaille bei der Europameisterschaft - 1996 Goldmedaille bei der Europameisterschaft - 2002 Bronzemedaille bei den Olympischen Winterspielen - 2005 Bronzemedaille bei der Weltmeisterschaft | - 2006 Silbermedaille bei den Olympischen Winterspielen - 2007 Bronzemedaille bei der Weltmeisterschaft - 2009 Beste Stürmerin des European Women Champions Cup |

## Karrierestatistik
(Legende zur Spielerstatistik: Sp oder GP = absolvierte Spiele; T oder G = erzielte Tore; V oder A = erzielte Assists; Pkt oder Pts = erzielte Scorerpunkte; SM oder PIM = erhaltene Strafminuten; +/− = Plus/Minus-Bilanz; PP = erzielte Überzahltore; SH = erzielte Unterzahltore; GW = erzielte Siegtore; 1 Play-downs/Relegation; Kursiv: Statistik nicht vollständig)